# 張素媛
張 素媛（チャン・ソウォン、朝鮮語: 장소원、1961年 - ）は、大韓民国の教授、言語学者。第30代国語学会長、第12代国立国語院長を歴任。
弟は法学者で第6代ソウル大学校法学専門大学院長、第14代貿易委員会委員長を歴任した張勝和。

## 経歴
慶尚北道蔚珍郡出身。ソウル大学校国語国文学科、同校大学院、パリ第5大学修了（言語学博士号取得）。韓国放送通信大学校教授、ソウル大学校国語国文学科教授、放送通信審議委員会放送言語特別委員会委員、ソウル大学校平生教育院長、韓国文学翻訳院理事、第30代国語学会長（2018年12月 - 2020年12月）、2020年世界韓国語大会共同組織委員長、第12代国立国語院長。